# Orquesta Real Danesa
La Orquesta Real Danesa es una orquesta con sede en Copenhague, Dinamarca. Su nombre indica que su función original era la de participar en los eventos de la corte. Sus orígenes datan de 1448 como un grupo de trompetistas del rey Cristián I de Dinamarca, lo que la sitúa como la orquesta más antigua del mundo. Con el tiempo la orquesta ha dejado los eventos reales, para situarse en el foso del Teatro Real de Copenhague.

## Historia
F.L.Æ. Kunzen fue pionero en tocar las obras de Mozart con este orquesta, pero es especialmente recordada por haber estrenado el concierto para piano en la menor del compositor noruego Edvard Grieg (1843-1907) el 3 de abril de 1869, bajo la dirección de Holger Simon Paulli y con Edmund Neupert como pianista solista.